# Kangaroo Island-emoe
De Kangaroo Island-emoe (Dromaius novaehollandiae baudinianus) is een uitgestorven vogel, een ondersoort van de Emoe uit de familie van de Dromaiidae (Emoes). De ondersoort is genoemd naar Nicolas Baudin.

## Verspreiding en leefgebied
Deze ondersoort was endemisch op Kangaroo Island, een eiland bij Zuid-Australië.